# Kometenfurcht

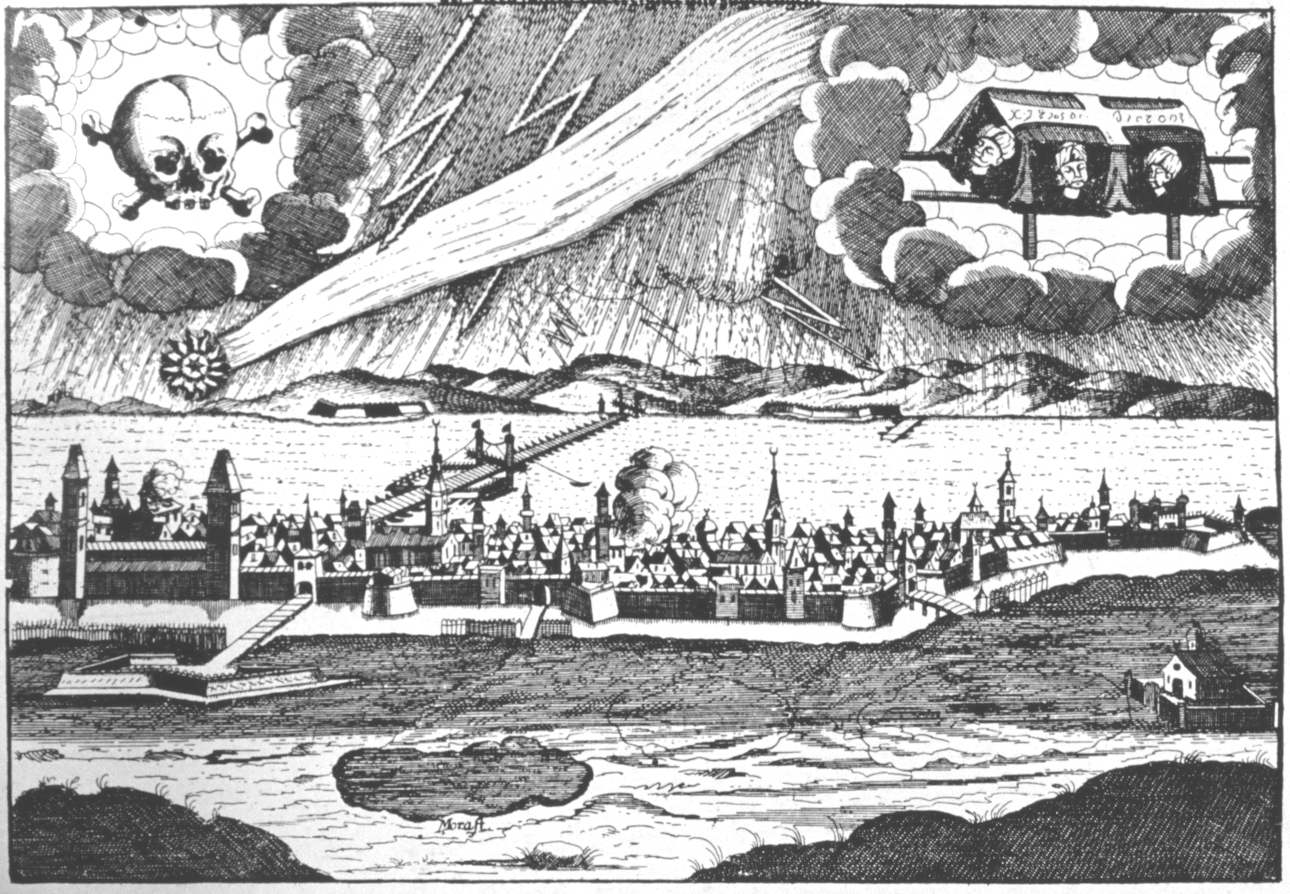
Flugblatt von 1687: Der Komet als Vorbote von Tod (Totenkopf), Unwetter (Blitze) und der Gefahr neuer Türkeneinfälle (drei Köpfe mit Schnurrbart und Turban)

Kometenfurcht ist die Furcht vor Kometen. Aus zahlreichen historischen Dokumenten ist ersichtlich, dass das Auftauchen großer Kometen die Menschen immer schon erschreckt hat. Nach Isaak Asimov liegt dies „sicher auch daran, dass sie sich über die himmlischen Gesetze hinwegzusetzen scheinen. Alle anderen Himmelskörper – Sterne, Sonne, Mond und Planeten – bewegen sich nämlich auf regelmäßigen Bahnen.“

## Astronomisch-historischer Hintergrund
Während jeder aufmerksame Beobachter die „regulären“ Bahnen von Sternen und Sonne kennen kann, sind bei Mond und Planeten immerhin wiederkehrende Zyklen festzustellen. Kometen erscheinen jedoch plötzlich und ohne Vorwarnung am Nachthimmel, werden heller, entwickeln unterschiedlichste Arten von Schweifen und verschwinden zuletzt wieder. Bis zum nächsten Kometen können viele Jahrzehnte vergehen, er kann aber auch schon im nächsten Monat auftauchen.
Aristoteles sah darin Ähnlichkeiten zu seltenen Wetterphänomenen, weshalb er sie für Ausdünstungen der oberen Atmosphäre hielt und damit die Meinungen bis in die frühe Neuzeit prägte. Als auffällig musste auch angesehen werden, dass alle anderen Himmelskörper stern- oder kugelförmig erscheinen, während bei den Kometenschweifen die seltsamsten Formen zu beobachten sind. Eine weitere Ursache der Kometenangst liegt in der babylonischen Astronomie. Die damaligen Priesterastronomen meinten, man könne aus den Bahnen der Planeten vor dem Hintergrund der „ewigen Sterne“ die Zukunft von Staaten und Herrschern voraussagen. Diesen „Geheimcode“ suchten sie zu entschlüsseln, konnten aber bei Kometen keinerlei Ansatz dazu finden.

## Kometenängste und ihre scheinbare Bestätigung

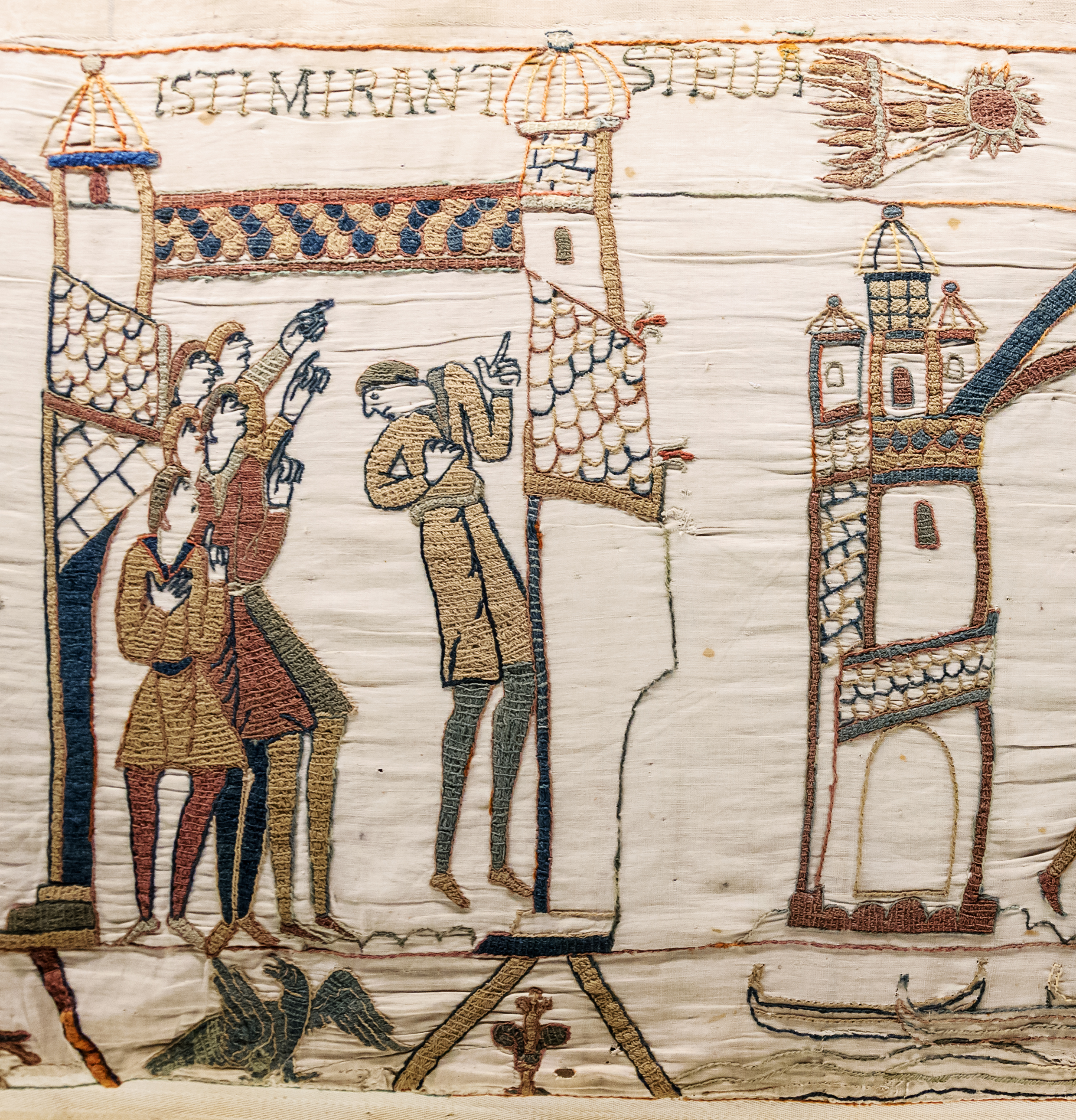
Der Halleysche Komet anno 1066 (rechts oben) auf dem Teppich von Bayeux.

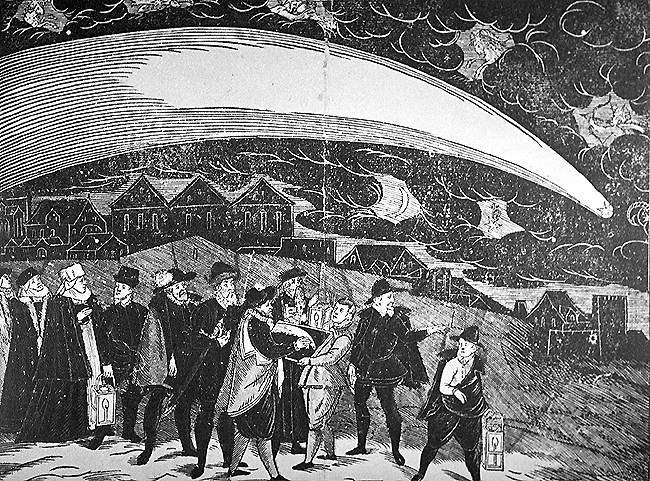
Holzschnitt 1577 „Von einem Schrecklichen und Wunderbahrlichen Cometen“

Kometen wurden schon in der antiken Mantik als Vorzeichen gedeutet und sowohl Katastrophen als auch bedeutenden politischen Ereignissen zugeordnet. So wurde ein im Jahr 44 v. Chr. erscheinender heller Schweifstern bald Komet Caesar genannt, da ihn Oktavian als Bestätigung der Vergöttlichung Cäsars als Divus Julius, die der römische Senat vorgenommen hatte, interpretierte.
Wesentlich häufiger wurden Kometen jedoch als Vorboten von Unglück und Katastrophen gedeutet.
Etwa jener von 79 n. Chr. als Ankündigung des Vesuvausbruchs und des Untergangs der Städte Pompeji und Herculaneum. Ein anderes geschichtsträchtiges Ereignis thematisiert der berühmte Teppich von Bayeux: die verheerende Niederlage der Angelsachsen gegen die Normannen in der Schlacht von Hastings im Jahr 1066, für die der Komet Halley als böses Omen herhalten musste.
Im Mittelalter trug auch eine Stelle aus dem Lukas-Evangelium dazu bei, große Schweifsterne als von oben gesandte Zeichen oder den Zorn Gottes zu deuten: „Es wird gewaltige Erdbeben und an vielen Orten Hungersnöte geben, und am Himmel wird man gewaltige Zeichen sehen“ (Lukas 21,11 ). Noch 1635 wurde in London der Ausbruch der Pest bei einer Kometenerscheinung als Strafe Gottes angesehen. Besonders deutlich wurde die himmlische Warnung angesichts des riesigen Kometen von 1618/19 empfunden und mit dem ausgebrochenen Dreißigjährigen Krieg in Zusammenhang gebracht. Solchen Deutungen konnte die schon 50 Jahre früher gewonnene Erkenntnis Tycho Brahes, dass die Kometen recht ferne Himmelskörper sind, nur wenig entgegenwirken.

## Ein Flugblatt von 1680

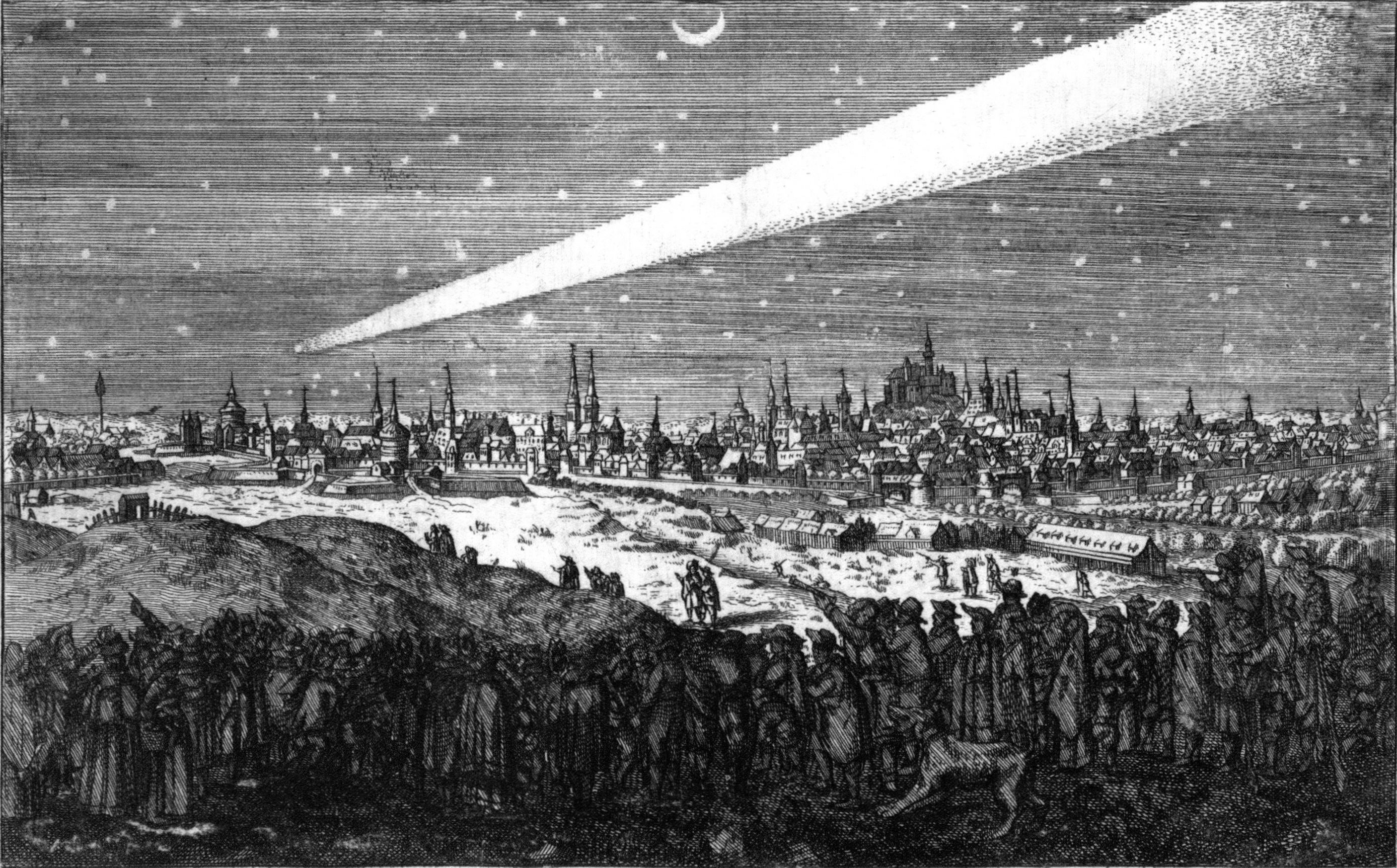
Illustration aus einem zeitgenössischen Flugblatt: Der Komet von 1680 über Nürnberg

Um die Hintergründe der noch vor 300 Jahren recht starken Kometenangst besser zu verstehen, sei aus dem Jahr 1680 ein mit Kometenbild illustriertes Fliegendes Blatt zitiert. Es wurde kurz nach dem Erscheinen des Großen Kometen von 1680 von der Nürnberger Kupferstecherei Johann Jacob Schollenberger gedruckt:

„Abbildung und Beschreibung deß wunderwürdigen unvergleichlichen Cometen. Der erstmals zu Anfang deß Wintermonats vor Aufgang der Sonnen erschienen / und anjetzt nach derselben Untergang sich entsetzlich sehen lässet.“

Das etwa 20 × 30 cm große Bild zeigt den Kometen, dessen breit aufgefächerter Schweif über den Großteil des Himmels reicht. Dicht gedrängt stehen die Menschen auf den Hügeln vor den Mauern Nürnbergs und bestaunen das Ereignis. Der Text des Flugblatts beginnt mit einem Verweis auf die Bibel, auf Gottes Langmut und seine Aufforderung zur Buße durch himmlische Fackel, Rute und Schwert:

„Man findet sowoln in Heiliger Schrifft / als auch andern glaubsichern Historien / daß sooft der Allmächtige GOTT die Sünden einiger Erd-Einwohner / zu bestrafen sich entschlossen:
  Er solches zuvor aus mild-vätterlicher Langmut entweder durch wahre Propheten /
  oder entsetzliche Wunder ankünden lassen ;
  Hat sothane Warnung gefruchtet / und ist eine eyferige Buß und Bekehrung erfolget /
  so ist auch die angedrohete Straffe abgewendet ...
  […]
  Als hat Er nun abermaln an dem hohen Himmel / eine erschröckliche Fakkel /
  Ruthe und Schwerdt / zu einer gütigen Warnung /
  für den annoch bevorstehnden Unglükk aufgesetzet ;
  Damit […] dieser grausame förchterliche / wegen seiner Gestalt und Lauffes /
  von den Gestirn-Erfahrnen unvergleichlich bewunderte Comet /
  einige Entsetzung und Veränderung in den Sünd-verstockten Gemüthern auswürcken /
  …
  Es ist aber dieser wunderwürdige unvergleichliche Comet / allhier und auch anderer Orten /
  das erste mal / in dem Zeichen deß Löwen /
  worinnen sich auch damaln der Kriegs-Planet Mars befunden ...
  unter deß Löwen Herz-Stern ... südwerts streichend /
  sodann folgender Tagen in dem Zeichen der Jungfrauen ... mit einem immer zunehmenden /
  doch wegen anbrechenden Tages schwachliechten Schweiffe gesehen worden.“

Danach wird der im Christmonat beobachtete Durchgang des Kometen hinter der Sonne beschrieben, wonach er

„bey angehender Nacht / mit einem sehr langen blaßweißen Schweiff /
  ganz prächtig hervorgebrochen / und sich denen Erd-Einwohnern /
  als ein Rach-Schwerdt und Zorn-Ruthe des Allerhöchsten GOTTES / vor Augen gestellet“

Nach dieser genauen astronomischen Beschreibung der Kometenbahn stellt der Autor fest, dass der Komet „zur Verwunderung der Stern-Erfahrenen“ nicht nur rückläufig wurde, sondern sich auch immer mehr nach Norden erhob.
 Zuletzt wird – in eigenartigem Kontrast zur himmlischen Warnung – die Entfernung und Größe des Kometen abgeschätzt: sein Körper, obschon nur ein Stern 3. Größe, werde von den Sternkundigen kaum kleiner als die Erde geschätzt, die Erstreckung des 60° langen Schweifes aber auf viele hunderttausend deutsche Meilen (mehrere Millionen km).
Der Text schließt mit dem Aufruf, unser aller Gemüter von diesem himmlischen Zeichen zu Herzensreue, Bußbekehrung und Demut Zeichen führen zu lassen.
Das imposante Bild des Kometen, das in mehreren Fachbüchern wiedergegeben ist, war 2005 auch Bestandteil der Ausstellung „Gotts verhengnis und seine strafe“ – Zur Geschichte der Seuchen in der Frühen Neuzeit in der Herzog August Bibliothek zu Wolfenbüttel.

## Vom 19. zum 20. Jahrhundert
Als 1843 der „Große Märzkomet“ erschien, sahen Naturvölker und Abergläubische in ihm ein Vorzeichen des Weltuntergangs. Die südaustralischen Aborigines versteckten sich in Höhlen und sahen den Kometen als Unheilbringer, insbesondere für die weißen Kolonisten.
Doch auch dem wohlbekannten Komet Halley wurden noch 1835 eine Reihe von Katastrophen zugeordnet, unter anderem ein Großbrand in New York, der Ausbruch mehrerer Kriege in Mittel- und Südamerika sowie ein Massaker in Afrika, und einem anderen Kometen der Amerikanische Bürgerkrieg.
Besonders skurril erscheint die Tatsache, dass noch vor 100 Jahren (1910) derselbe Komet für den massenhaften Kauf von Gasmasken sorgte. Denn man hatte errechnet, dass die Erde das Schweifende durchqueren werde, wo man spektroskopisch Spuren von Cyanwasserstoff (Blausäure) nachgewiesen hatte. Obwohl den Wissenschaftlern klar war, dass die Erdatmosphäre ein vollkommener Schutz vor diesen extrem dünnen Gaswolken ist, machten gewissenlose Leute ihren Profit an der Dummheit der Leute.
Der ebenfalls 1910 plötzlich erschienene Johannesburger Komet löste nach Berichten der New York Times extreme Furcht unter der Landbevölkerung Russlands aus, die ihn als Omen für einen großen Krieg im Fernen Osten hielt. Auch aus Nordafrika und Indien wurden Kriegsängste gemeldet. Ein Zeitungsbericht vom 27. Januar schob ihm die Schuld für den strengen Winter in Europa zu.
Ein spätes Wiederaufleben erfuhr die Kometenfurcht 1997 beim Kometen Hale-Bopp: Die Mitglieder der amerikanischen Sekte Heaven’s Gate waren überzeugt davon, der Komet werde die Erde vernichten und sie seien dazu bestimmt, sich diesem Schicksal durch einen rituellen Massenselbstmord zu entziehen.

## Gefahr eines Kometen-Einschlags auf der Erde?

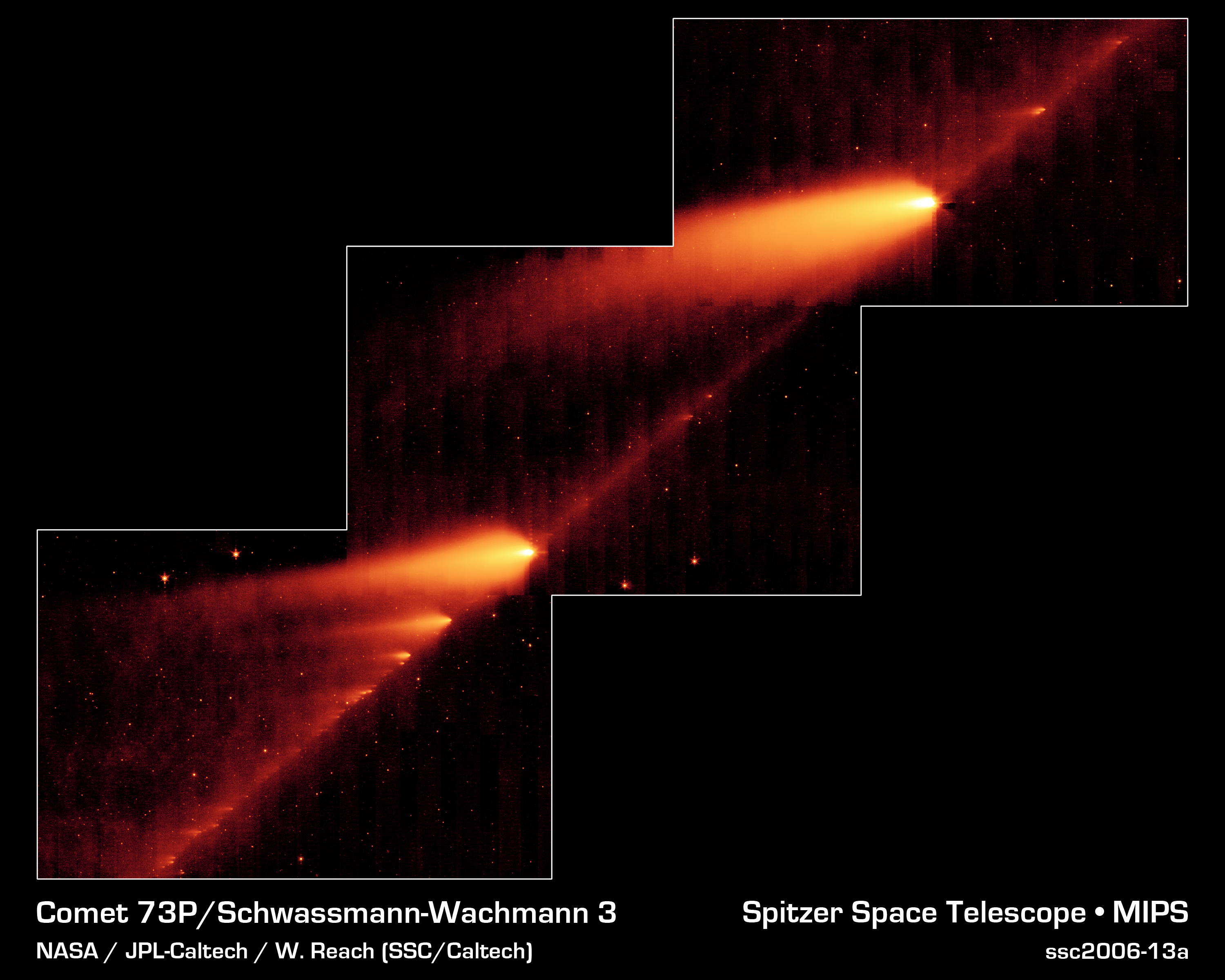
Komet Schwassmann-Wachmann-3 im Spitzer-Teleskop 2006. Er begann 1995 zu zerfallen und wird 2022 auf der Erde einen großen Meteorschauer verursachen

Auch heute noch spielen manche Medien mit diffusen Kometenängsten. Als 2006 der erdbahnkreuzende Komet 73P/Schwassmann-Wachmann 3 in einige Stücke zerbrach, war dies der Bild-Zeitung einen schaurigen Bericht unter dem Titel „Komet rast auf Erde zu – Forscher in großer Sorge – 200 Meter hohe Flutwelle im Atlantik?“ wert. Erst im letzten Satz kam die NASA-Meldung, dass ein Zusammenstoß ausgeschlossen sei.
Tatsächlich ist nach heutigem Wissen ein Kometen-Impakt auf die Erde möglich, allerdings passiert es statistisch gesehen nur alle paar Millionen Jahre mit Körpern über 1 km Größe. Seit mehreren Jahren wird jedenfalls der Himmel systematisch nach möglichen Erdbahnkreuzern abgesucht, um in Zukunft für eine rechtzeitige Ablenkung einer Kollisionsbahn sorgen zu können.

## Literarische und mediale Verarbeitung
Die historischen Kometenängste wurden auch in der Literatur thematisiert. Bekannte Beispiele finden sich u. a. bei Johann Nestroy:
- Das Kometenlied, ein Wiener Couplet in der Posse Der böse Geist Lumpacivagabundus,
- sowie ähnliches in Genius, Schuster und Marqueur. Anlass für dieses Werk war die 1832 grassierende Kometenangst beim Auftauchen des Encke- und des Biela-Kometen.
- Der Band Die Angst vor dem Kometen in der Weltraumserie der Digedags (DDR-Comics), erschienen um 1960 als Band 58.
- Parodiert wurde die Kometenfurcht im Radio-Sketch Der Komet (Stenkelfeld, 1997) und dem Lied Wenn der Komet kommt (Helge Schneider, 2019).
- Die US-amerikanische Fernsehserie Time Tunnel thematisiert in der Folge Das Ende der Welt die Furcht vor dem Halleyschen Kometen im Jahre 1910.

In der Neuen Himmelszeitung von 1680/81, die von dem „herrlichen“, aber auch „grausam großgeschwänzten“ Kometen handelt, findet sich folgendes Gedicht:
Lass, Himmel, dies Gestirn und deinen Zorn verschwinden

und stelle deine Rach und unsre Strafe ein!

Sollt aber der Komet doch was Gefährliches würken,

So schütte deinen Grimm auf Tartaren und auf Türken.